# Za-la-Mort (film, 1924)
Pour les articles homonymes, voir Za-la-Mort.
Pour plus de détails, voir Fiche technique et Distribution.
 Za-la-Mort (Der Traum der Zalavie) est un film allemand muet réalisé par Emilio Ghione, sorti en 1924.

## Fiche technique
- Titre original : Za-la-Mort[2]
- Sous-titre : Der Traum der Zalavie
- Titre italien : Il sogno di Za la Vie
- Réalisation : Emilio Ghione
- Scénario :  Emilio Ghione
- Directeur de la photographie : Eugen Hamm (de), Franz Stein (de)
- Producteurs : Fern Andra, National Film (en)
- Sociétés de production : Fern Andra-Film
- Pays de production : Allemagne  République de Weimar
- Longueur : 1 979 mètres
- Format : Noir et blanc - 1,33:1 - Muet
- Date de sortie : 
  - République de Weimar : 1er mai 1924

## Distribution
- Fern Andra
- Emilio Ghione
- Henry Sze (de)
- Magnus Stifter
- Kally Sambucini
- Ernst Rückert
- Robert Scholz (de)